# 布羅克韋 (蒙大拿州)
布羅克韋（英語：Brockway）是位於美國蒙大拿州麥空縣的普查規定居民點。

## 歷史
布羅克韋的郵局自1913年營運至今。

## 人口
根據2020年美國人口普查的數據，布羅克韋的面積為0.91平方千米，皆為陸地。當地共有人口14人，而人口密度為每平方千米15.38人。